# Зелені чоловічки

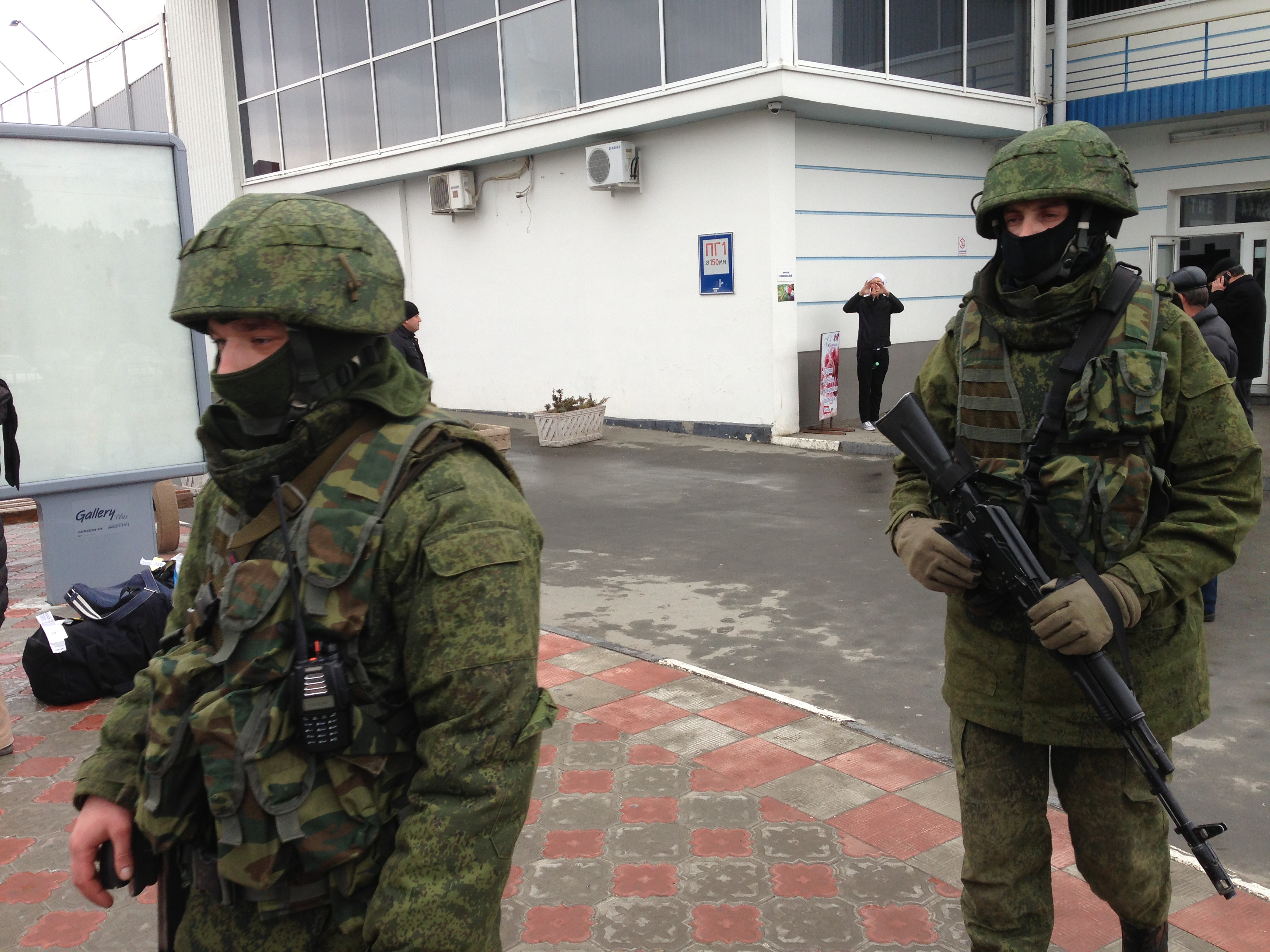
«Зелені чоловічки»: російські окупанти без знаків розрізнення у аеропорту Сімферополя, 28 лютого 2014.

«Зеле́ні чолові́чки», у російському медіапросторі переважно «ввічливі люди» (рос. вежливые люди) — інтернет-мем, кліше російської пропаганди для позначення окупаційних військ, які висадилися в Криму без розпізнавальних знаків та жартівливо-іронічна назва російських військових без відзнак на одязі та техніці, які у складі спецпідрозділів проводили таємні, на першому етапі часто небойові операції з захоплення і блокування об'єктів у ході російського вторгнення в Україну у 2014 році.
Термін вигадано російським пропагандистом Борисом Рожиним.
4 березня 2014 року президент Росії Путін заявив, що в Криму діють не війська Російської Федерації, а «загони самооборони», які забрали зброю в українців. Того ж дня у ЗМІ опублікували матеріал з аналізом зброї і техніки «зелених чоловічків» — це були зразки російської зброї.
12 березня 2014 НАТО визнало, що «зелені чоловічки» у Криму є військовослужбовцями Російської Федерації.
17 квітня 2014 року Путін вперше публічно визнав, що в Криму перебували російські військові:

| «… за спиною сил самооборони Криму звичайно стали наші військовослужбовці. Вони діяли дуже коректно, але рішуче і професійно …» |

## Юридичні оцінки
2020 року правозахисники та юристи з Української Гельсінської спілки з прав людини, Представництва Президента Україна в АРК, Прокуратури АРК та Регіонального центру прав людини опублікували спільне дослідження, в якому висвітлювали деякі воєнні злочини, вчинені Російською Федерацією під час інтервенції до Криму. Серед них було згадано й використання «зелених чоловічків» — військових у формі без знаків розрізнення. Юристи оцінили це як заборонений спосіб ведення війни і порушенням норм Міжнародного гуманітарного права. Приєдналася до цих висновків і Харківська правозахисна група.

## Матеріали
- Ash, Lucy (2015.01.29). How Russia outfoxes its enemies. BBC News Online (англійською) . Архів оригіналу за 29 січня 2015. Процитовано 2015.04.07.
- Олександр Нойнець, Вежливость мобилы отжимает [Архівовано 9 січня 2018 у Wayback Machine.](рос.) (архів [Архівовано 9 січня 2018 у Wayback Machine.]) // ПиМ, 20 січня 2015